# Sulfathiazol
Sulfathiazol (STZ) ist ein Antibiotikum aus der Wirkstoffklasse der Sulfonamide. Es wird unter anderem in der Tierzucht und in der Bienenhaltung (gegen die Amerikanische Faulbrut) eingesetzt, nach EU-Verordnung ist die Anwendung in diesem Bereich nicht mehr zulässig, da bereits mehrfach Resistenzen auftraten (außerhalb der EU teilweise noch legal). In der Veterinärmedizin außerhalb der genannten Bereiche ist es noch zulässig.
In der Humanmedizin findet der Wirkstoff, zum Beispiel in Kombination mit Kortikoiden, in Zubereitungen zur Behandlung infektiöser Entzündungszustände der Haut Anwendung.
Die Wirksamkeit der Sulfathiazole gegen Tuberkuloseerreger hatte Gerhard Domagk 1940 in vitro erkannt.

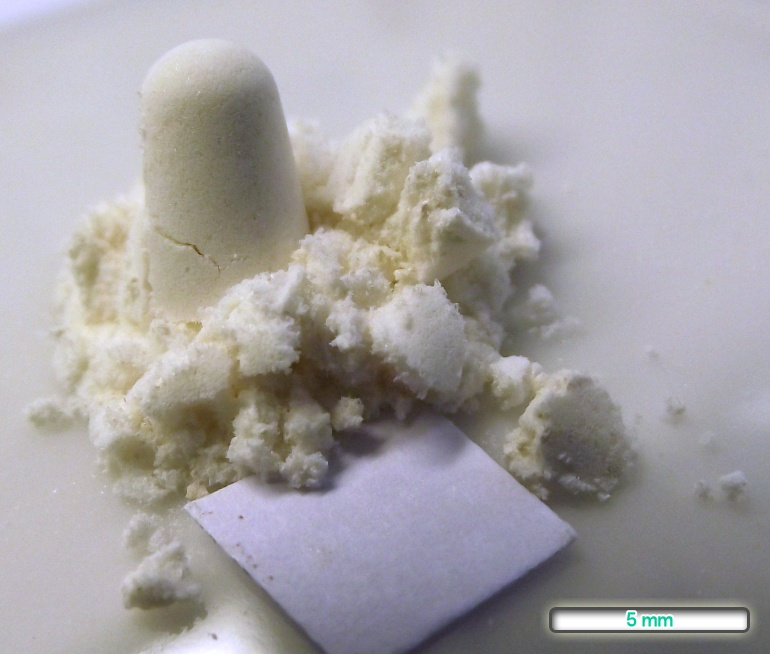
Sulfathiazol rein: Ein schwach gelbliches, kristallines Pulver; zum Vergleich ein weißes Stück Papier

## Handelsnamen
Kombinationspräparate
Sulfathiazol in Kombination mit Sulfadimidin und Trimethoprim: Vetoprim 24 % ad us. vet. (D, CH), B-TS Trio ad us. vet. (CH) 

## Kultur
Sulfathiazol kommt in verschiedenen literarischen Werken der Neuzeit vor, beispielsweise in Kurt Vonneguts Roman Katzenwiege und in diversen seiner Kurzgeschichten. In Otto Premingers Film Exodus erzählt die amerikanische Krankenschwester Kitty Fremont Dr. Odenheimer, dass Sulfathiazol als Mittel gegen Impetigo contagiosa verwendet werden könne. In John Irvings viertem Roman Garp und wie er die Welt sah taucht Sulfathiazol bereits im ersten Kapitel auf, als Garps Mutter sieht, wie es an Soldaten des Zweiten Weltkrieges verteilt wird.